# Cercosaura ocellata
Cercosaura ocellata — вид ящірок родини гімнофтальмових (Gymnophthalmidae). Мешкає в Південній Америці.

## Поширення і екологія
Cercosaura ocellata мешкають в Бразильській Амазонії, в Гаяні, Суринамі і Французькій Гвіані. Вони живуть у первинних і вторинних вологих тропічних лісах, на сонячних галявинах, на висоті до 700 м над рівнем моря. Відкладають яйця. 